# Pilea umbriana
Pilea umbriana es una especie de planta del género Pilea, perteneciente a la familia Urticaceae.

## Taxonomía
Pilea umbriana fue descrita por Ellsworth Paine Killip en 1939.

## Distribución
Se encuentra en el territorio de Colombia y Ecuador.